# リヤード・アッ＝スルフ
リヤード・アッ＝スルフ（アラビア語: رياض الصلح, ラテン文字転写: Riad as-Solh、riyāḍ al-ṣulḥ、1894年 - 1951年7月17日）は、レバノン共和国の政治家。首相を2期務めた。
スンナ派ムスリムの政治リーダーであり、レバノン独立闘争の中で最も重要な人物であるのと同時に、様々な宗派が存在するレバノンにおいて、独立のために宗派間の協力を可能にする個性を持った人物として評価されるべきである。

## 生涯
レバノン南部サイダー（シドン）に生まれる。パリ大学で法律と政治学を学んだ。
第1次スルフ内閣は独立直後の1943年から約1年半続き、第2次スルフ内閣は、マロン派信徒の大統領であるビシャーラ・アル＝フーリーと協力する上での宗派間のバランスを図った内閣であった。フーリーは、ムスリムの意見を集約する手腕に長けていたスルフを評価しており、ムスリムもまた、スルフが存在している限り、自らの利益が政策に反映されることもあって、大きな信頼を寄せていた。
1951年7月、ヨルダン訪問中にシリア社会民族党の党員によって暗殺された。スルフの死によって、民族間のバランスの上に立っていたフーリー政権は、ムスリムの支持を徐々に失っていき、ドゥルーズ出身のカマール・ジュンブラートの台頭を許すこととなった。
娘のムナー（モナ）は、サウジアラビア国王アブドゥルアズィーズ・イブン・サウードの息子のタラール王子と結婚し、アル＝ワリード・ビン・タラール王子を産んだ。末娘のライラは、アル＝ワリード・ビン・タラール人道財団の副事務局長で、元レバノン産業大臣である。

## 脚注

ベイルートの繁華街に立つスルフの銅像